# Gulperberg
Der Gulperberg ist ein niederländischer Anstieg, der seine Bekanntheit dem Radsport zu verdanken hat. Der Anstieg führt aus dem kleinen Dorf Partij auf das Gulpener Hochplateau.
Auf das Gulpener Hochplateau führen insgesamt drei Anstiege. Neben dem Gulperberg aus Richtung Partij, führen aus Richtung Gulpen der Gulperbergweg und der Koning van Spanje dort hinauf.

## Allgemein
Der Gulperberg ist in den Niederlanden der Anstieg mit der größten Durchschnittssteigung. Andere Quellen behaupten, dass dem Keutenberg dieser Titel gebührt. Diese unterschiedlichen Behauptungen entstanden, weil der Endpunkt des Keutenbergs unterschiedlich angedeutet wird.
Bei Radrennen ist der Gulperberg bei Besuchern sehr beliebt, da aufgrund der geraden Straße die Fahrer lange zu sehen sind. Dies wird verstärkt durch die niedrige Geschwindigkeit, die die Fahrer aufgrund der Steilheit erreichen.

## Amstel Gold Race

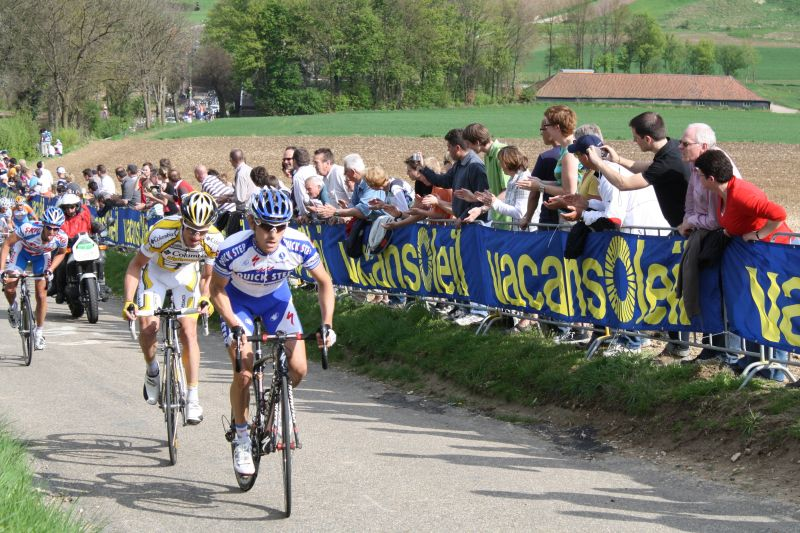
Dries Devenyns und Michael Rogers vor dem Feld auf dem Gulperberg (Amstel Gold Race 2009).

Im Amstel Gold Race wird der Gulperberg zwei Mal befahren. Die erste Passage ist in der Rennmitte, zum zweiten Mal trifft das Feld 28 km vor dem Ziel, welches sich auf dem Cauberg befindet, auf den Gulperberg. Er ist dabei der 26. von 31 zu bewältigenden Anstiegen. Vom Gulperberg nehmen die Fahrer die Abfahrt über den Gulperbergweg nach Gulpen. Dadurch werden die letzten, flacheren 100 Meter des Anstieges nicht befahren.
Bei guter Sicht können die Zuschauer vom Gulperberg das Feld noch bei Wittem im nächsten Anstieg, dem Kruisberg verschwinden sehen.
Der Gulperberg befindet sich im Amstel Gold Race im Vorfinale. Da direkt im Anschluss weitere, schwere Anstiege folgen, passiert auf diesem Anstieg selten Rennentscheidendes.

## Hel van het Mergelland
In der Hel van het Mergelland liegt der Gulperberg rund 50 km vor dem Ziel. In diesem Rennen markiert er den schwersten Anstieg. Darum entstehen hier gelegentlich rennentscheidende Situationen, obwohl der Anstieg rund 50 Kilometer vor dem Ziel liegt.
Wie beim Amstel Gold Race biegen auch bei der Hel van het Mergelland die Fahrer rund 100 m vor dem eigentlichen Ende des Anstieges auf den Gulperbergweg ab. Von dort klettern sie dann allerdings über den Koning van Spanje zurück auf das Gulpener Hochplateau. Dies ist reizvoll für die Zuschauer, da sie mit dem Auto oder Fahrrad beide Bergpassagen miterleben können.
In der Hel van het Mergelland wird der Gulperberg als Gulpenerberg angedeutet.

## Wissenswertes
- an der Spitze des Gulperbergs wurde 1935 eine riesige Marienstatue errichtet
- die Straße auf welcher der Gulperberg endet heißt Panoramaweg, von dort aus kann man auf Gulpen und das Gulptal niederschauen